# 遍照寺 (沖縄市)
遍照寺（へんしょうじ）は、沖縄県沖縄市にある東寺真言宗の寺院。本尊は大日如来。山号は金剛山（こんごうざん）。

## 歴史
明治時代の神仏分離以前は隣接する末吉宮の別当寺であった。沖縄戦で焼失したが、戦後に現在地に移転・再建された。
(令和5年10月中旬・本堂建築中。2年後完成予定)